# Виалан, Жан-Батист Теодор
Жан-Батист Теодор Виалан (фр.  Jean Baptiste Théodore Viallanes) (11 октября 1761, Рьом, департамент Пюи-де-Дом — 3 августа 1826, Париж) — французский бригадный генерал, барон Первой империи (с 20 июля 1808).

## В рядах кавалерии. Участие в революционных войнах
В январе 1780 20-летний овернец Жан-Батист Виалан записался добровольцем в драгунский полк Артуа (с 1791 12-й драгунский). После четырёх лет службы он начал уверенное восхождение по карьерной лестнице:
- Бригадир (11 сентября 1784);
- Вахмистр (1 мая 1785);
- Старший вахмистр (15 сентября 1791);
- Аджюдан (17 июня 1792);
- Су-лейтенант (11 сентября 1792);
- Лейтенант (15 мая 1793);
- Капитан (13 июня 1794);
Уже через 3 дня после получения капитанского звания Виалана повышают до командира эскадрона. За отвагу, проявленную в бою у Камберга (9 июля 1796), он удостаивается чина шеф де бригад 1-го драгунского полка революционной армии Франции (с 21 марта 1797). Вместе со своими солдатами он участвует в стычках при Укерате (18 апреля) и Штайнберге (21 апреля). В 1799, будучи прикомандированным к Армии Гельвеции (21 апреля объединена с Армией Дуная), прикрывал отступление французских войск при Штокахе. В том же году был замечен в боях при Фрауэнфельде (25 апреля), Воллисхофене (7 сентября) и Мюттентале (2 октября). В Армии Италии его послужной список пополнился битвой при Маренго и столкновениями у Монцамбано (26 декабря) и Монтебелло (7 января 1801).

## Кампании 1806-1809 гг.
Двадцать девятого августа 1803 бригадный генерал Виалан получил назначение в Брюгге, где в его подчинение передавалась бригада лёгкой кавалерии, в составе 1-го конно-егерского и 7-го гусарского полков. Его непосредственным начальником был Л.Н. Даву. За три последующих года службы лихой кавалерист Виалан так и не сумел сойтись характерами со взвешенным и хладнокровным «железным маршалом» Первой Империи. Апогеем их взаимной неприязни стал инцидент с самовольным отлучением генерала из штаба Даву накануне битвы при Ауэрштедте. Адъютантам командующего III корпусом Великой армии потребовалось не менее двух часов, чтобы разыскать Виалана и вручить ему предписания императора. В результате этого происшествия, план наступления лёгкой кавалерии был нарушен, и бригада генерала оставила занимаемые позиции на 3 часа позже отведённого времени. Тем не менее, это не помешало ей принять самое деятельное участие на финальном этапе сражения. До глубокой ночи конные егеря Даву преследовали разбитые прусские войска, в беспорядке отступавшие с места баталии.
Спустя несколько дней после битвы Виалан вновь «отличился». Получив прямой приказ маршала захватить Франкфуртский мост и занять окрестности, генерал решил тем не менее повременить с его исполнением. Солдаты нуждались в трофеях, и он нашёл изящный способ пополнения их кошельков - реквизиция лошадей у населения для последующей перепродажи. Подобное самоуправство, как и ожидалось, вызвало бурю негодования у дисциплинированного Даву. Не раздумывая, маршал написал гневное письмо князю Невшательскому, в штаб императора, сообщив о невозможности в дальнейшем терпеть пребывание данного офицера в составе своего корпуса.
Вскоре своенравного Виалана переводят на должность командира 2-й бригады в недавно образованную 5-ю драгунскую дивизию, под начало генерала Бекера. Двадцать шестого декабря 1806 его подразделение отчаянно сражается при Пултуске. Французские драгуны безуспешно атаковали легкую кавалерию Багговута и, в итоге, понеся огромные потери от русской артиллерии, были вынуждены отойти на исходные позиции.
На Пиренейском театре военных действий, Виалан находился с июля 1808 по июль 1809. За это время он успел послужить под началом генерала Лоржа и принять участие в сражении при Коронье (16 января 1809). Летом 1809 состояние здоровья Виалана резко ухудшилось и его отправили в отставку.

## Служба на административных постах. Отставка и смерть
Двадцать пятого декабря 1810 отставника назначили руководить войсками департамента Устье Эйссела (31-й военный округ), а 7 марта 1812 перевели в Алье (21-й военный округ). Четвёртого сентября 1815 Ж.-Б. Виалан окончательно вышел в отставку и обосновался в Париже, где и скончался в возрасте 64 лет. Останки генерала покоятся в семейном захоронении на кладбище Пер-Лашез.

## Награды
1. Орден Святого Людовика (28 июля 1814)
2. Орден Почётного легиона
- Кавалер (11 декабря 1803);
- Командор (14 июня 1804);